# Eishockey-Weltmeisterschaft der Frauen 1997
Die vierte Eishockey-Weltmeisterschaft der Frauen 1997 wurde vom 31. März bis 6. April 1997 in Kitchener in Kanada ausgetragen. 6 der 12 Vorrundenspiele wurden an sechs weiteren Spielorten in Ontario ausgetragen – Hamilton, Mississauga, North York, Brampton, Brantford sowie London. Wie bei den vorangegangenen Titelkämpfen gewann das kanadische Team das Turnier und erreichte damit den vierten Titelgewinn.

## Teilnehmer
Für die Weltmeisterschaft qualifizierten sich die fünf besten Teams der Eishockey-Europameisterschaft der Frauen 1996 sowie die drei besten Mannschaften der Pazifischen Meisterschaft 1996.
- Volksrepublik China (3. Pazifikmeisterschaft)
- Finnland (3. Europameisterschaft)
- Kanada (Titelverteidiger, Pazifikmeister, Gastgeber)
- Norwegen (4. Europameisterschaft)
- Russland (2. Europameisterschaft)
- Schweden (Europameister)
- Schweiz (5. Europameisterschaft)
- USA (2. Pazifikmeisterschaft)

## Vorrunde

### Gruppe A
| 31. März 1997 19:00 | China Hong S. 7:36 Guo W. 11:22 Yang X. 12:26 Hong D. 27:23 Hong D. 37:03 Hong S. (40:36) | 6:2 ( 3:0. 2:2. 1:0) | Russland (20:06) J. Paschkewitsch 33:51 L. Mischina | Hamilton Zuschauer: 750 |

| 31. März 1997 19:30 | Kanada V. Sunohara 07:36 H. Wickenheiser 21:25 D. Goyette 32:04 N. Drolet 58:28 A. James 59:36 R. Fahey 59:51 | 6:0 ( 1:0; 2:0; 3:0 ) | Schweiz | Kitchener Zuschauer: 3.889 |

| 1. April 1997 19:00 | China Zhang L. 4:06 Liu H. 7:44 Zhang L. 8:27 Guo L. 8:54 Gong M. 11:47 Zhang J. 28:47 Wang W. 30:24 Liu H. 38:19 Guo W. 50:52 Liu H. 54:38 Yang X. 59:17 | 11:3 ( 5:2; 3:0; 3:1 ) | Schweiz 9:42 N. Walder 19:26 D. Wyss 59:17 R. Fuhrer | Mississauga Zuschauer: 1.207 |

| 1. April 1997 19:30 | Kanada J. Hefford 11:06 V. Sunohara 14:19 L. Letendre 19:49 S. Wilson 23:52 L. Schuller 24:57 H. Wickenheiser 36:54 K. Nyrstrom 42:53 D. Goyette 44:49 F. St. Louis 45:49 | 9:1 ( 3:0; 3:0; 3:1 ) | Russland 48:43 M. Misropjan | Kitchener Zuschauer: 5.559 |

| 3. April 1997 19:30 | Schweiz M. Nöthiger 8:20 R. Künzle 25:19 M. Bächler 27:01 | 3:3 ( 1:0; 2:3; 0:0 ) | Russland 28:31 J. Paschkewitsch 34:03 W. Simonowa 36:52 J. Bjalkowskaja | North York Zuschauer: 1.089 |

| 3. April 1997 19:30 | Kanada C. Campbell 8:34 L. Dupuis 9:30 H. Wickenheiser 12:29 V. Sunohara 13:36 C. Campbell 14:56 G. Heaney 23:20 L. Dupuis 56:55 | 7:1 ( 5:0; 1:0; 1:1 ) | China 44:48 Guo W. | Kitchener Zuschauer: 5.457 |

| Pl | Land     | Sp | S | U | N | Tore  | Punkte |
| -- | -------- | -- | - | - | - | ----- | ------ |
| 1. | Kanada   | 3  | 3 | 0 | 0 | 22:02 | 6:0    |
| 2. | China    | 3  | 2 | 0 | 1 | 18:12 | 4:2    |
| 3. | Russland | 3  | 0 | 1 | 2 | 06:18 | 1:5    |
| 4. | Schweiz  | 3  | 0 | 1 | 2 | 06:20 | 1:5    |

### Gruppe B
| 31. März 1997 16:00 | Norwegen | 0:7 (0:2, 0:3, 0:2) | USA 1:51 S. Looney 5:19 S. O’Sullivan 26:55 L. Baker 29:05 C. Granato 34:25 K. O’Leary 42:19 G. Ulion 46:21 S. Looney | Kitchener Zuschauer: 3100 |

| 31. März 1997 16:00 | Finnland T. Reima 00:37 P. Salo 03:58 T. Jaanenen 04:51 M. Ihalainen 20:32 T. Reima 56:09 | 5:0 (3:0, 1:0, 1:0) | Schweden | Brampton Zuschauer: 750 |

| 1. April 1997 16:00 | Norwegen T. Larson 08:59 B. Lersbryggen 17:17 | 2:2 (2:0, 0:1, 0:1) | Schweden 36:56 M. Rooth 58:00 G. Andersson | Kitchener Zuschauer: 3068 |

| 1. April 1997 19:00 | Finnland T. Reima 17:38 R. Nieminen 51:56 S. Krooks 54:36 | 3:3 (1:2, 0:1, 2:0) | USA 4:27 P. Dunn 19:18 C. Granato 31:11 C. Granato | Brantford |

| 3. April 1997 19:00 | Norwegen | 0:10 (0:3, 0:3, 0:4) | Finnland 03:13 R. Nieminen 11:06 R. Nieminen 16:12 J. Ikonen 33:43 M. Ihalainen 34:47 K. Riipi 37:12 K. Hänninen 40:52 R. Nieminen 47:43 A. Haanpää 52:11 T. Reima 59:55 A. Haanpää | Kitchener Zuschauer: 3401 |

| 3. April 1997 19:00 | USA K. King 5:06 L. Brown-Miller 11:22 C. Granato 12:24 K. Bye 18:08 C. Granato 20:20 S. Whyte 20:37 K. Bye 39:09 S. Looney 42:25 T. Mounsey 46:05 K. Bye 50:36 | 10:0 (4:0, 3:0, 3:0) | Schweden | London Zuschauer: 3472 |

| Pl | Land     | Sp | S | U | N | Tore | Punkte |
| -- | -------- | -- | - | - | - | ---- | ------ |
| 1. | USA      | 3  | 2 | 1 | 0 | 20:3 | 5:1    |
| 2. | Finnland | 3  | 2 | 1 | 0 | 18:3 | 5:1    |
| 3. | Schweden | 3  | 0 | 1 | 2 | 2:17 | 1:5    |
| 4. | Norwegen | 3  | 0 | 1 | 2 | 2:19 | 1:5    |

## Platzierungsrunde
Erste Runde
| 4. April 1997 16:00 Uhr | Schweden M. Rooth 1:49 A. Elfving 08:24 E. Holst 35:49 A. Elfving 43:38 E. Holst 49:36 K. Bergstrand 53:50 G. Andersson 54:07 | 7:1 (5:0, 1:0, 1:1) | Schweiz 21:07 R. Fuhrer | Kitchener Zuschauer: 3.301 |

| 4. April 1997 19:30 Uhr | Russland O. Tretjakowa 8:07 J. Paschkewitsch 38:38 | 2:1 (1:1, 1:0, 0:0) | Norwegen 17:15 B. Lersbryggen | Kitchener Zuschauer: 2.849 |

Spiel um Platz 7
| 6. April 1997 14:00 Uhr | Schweiz K. Lehmann 46:47 | 1:0 (0:0, 0:0, 1:0) | Norwegen | Kitchener Zuschauer: 565 |

Spiel um Platz 5
| 6. April 1997 12:00 Uhr | Russland S. Nikolajewa 1:10 | 1:3 (0:0, 0:3, 1:0) | Schweden 20:23 G. Andersson 23:33 C. Kempe 50:29 C. Kempe | Kitchener Zuschauer: 2.471 |

## Finalrunde
Halbfinale
| 5. April 1997 13:00 Uhr | Kanada H. Wickenheiser 25:27 V. Sunohara 59:36 | 2:1 (0:1, 1:0, 1:0) | Finnland 7:00 K. Hänninen | Kitchener Memorial Auditorium, Kitchener Zuschauer: 4.963 |

| 5. April 1997 17:00 Uhr | USA S. O’Sullivan (12:05) T. Mounsey (16:13) K. Bye (28:17) S. Looney (39:38) L. Baker (43:17) G. Ulion (44:17) | 6:0 (3:0, 2:0, 1:0) | China | Kitchener Memorial Auditorium, Kitchener Zuschauer: 3.832 |

Spiel um Platz 3
| 6. April 1997 16:00 Uhr | Finnland T. Paananen (53:37) K. Rantamäki (56:18) R. Nieminen (56:52) | 3:0 (0:0, 0:0, 3:0) | China | Kitchener Memorial Auditorium, Kitchener Zuschauer: 3.254 |

Finale
| 6. April 1997 20:00 Uhr | Kanada N. Drolet (19:36) A. James (29:21) N. Drolet (40:11) N. Drolet (72:59) | 4:3 n. V. (1:0, 1:2, 1:1, 1:0) | USA A. Blahoski (27:15) S. O’Sullivan (34:14) K. King (42:26) | Kitchener Memorial Auditorium, Kitchener Zuschauer: 6.427 |

## Abschlussplatzierung
| Pl | Team                |
| -- | ------------------- |
| 1  | Kanada              |
| 2  | USA                 |
| 3  | Finnland            |
| 4  | Volksrepublik China |
| 5  | Schweden            |
| 6  | Russland            |
| 7  | Schweiz             |
| 8  | Norwegen            |

| Weltmeister Kanada | Thérèse Brisson, Cassie Campbell, Judy Diduck, Nancy Drolet, Danielle Dubé, Lori Dupuis, Rebecca Fahey, Danielle Goyette, Geraldine Heaney, Jayna Hefford, Angela James, Luce Letendre, Karen Nystrom, Lesley Reddon, Laura Schuler, Fiona Smith, France St. Louis, Vicky Sunohara, Hayley Wickenheiser, Stacy Wilson Trainer: Shannon Miller               |
| Silber USA         | Chris Bailey, Laurie Baker, Alana Blahoski, Lisa Brown-Miller, Karyn Bye, Colleen Coyne, Tricia Dunn, Cammi Granato, Katie King, Shelley Looney, Allison Mleczko, Tara Mounsey, Vicki Movsessian, Kelly O’Leary, Stephanie O’Sullivan, Angela Ruggiero, Sarah Tueting, Gretchen Ulion, Erin Whitten, Sandra Whyte Trainer: Ben Smith                        |
| Bronze Finnland    | Sari Fisk, Anne Haanpää, Kirsi Hänninen, Marianne Ihalainen, Johanna Ikonen, Kati Kovalainen, Sari Krooks, Sanna Lankosaari, Katja Lehto, Katri-Helena Luomajoki, Riikka Nieminen, Tiina Paananen, Tuula Puputti, Marja-Helena Pälvilä, Karoliina Rantamäki, Tiia Reima, Katja Riipi, Päivi Salo, Liisa-Maria Sneck, Petra Vaarakallio Trainer: Rauno Korpi |

## Auszeichnungen
All-Star-Team
| Angriff:      | Hayley Wickenheiser – Cammi Granato – Riikka Nieminen |
| Verteidigung: | Cassie Campbell – Kelly O’Leary                       |
| Tor:          | Patricia Sautter                                      |

## Statistik

### Beste Scorer
Quelle: iihf.com
Abkürzungen: GP = Spiele, G = Tore, A = Assists, Pts = Punkte, PIM = Strafminuten; Fett: Turnierbestwert
| Spieler             | Team                | GP | G | A | Pts | PIM |
| ------------------- | ------------------- | -- | - | - | --- | --- |
| Riikka Nieminen     | Finnland            | 5  | 5 | 5 | 10  | 0   |
| Hayley Wickenheiser | Kanada              | 5  | 4 | 5 | 9   | 12  |
| Cammi Granato       | Vereinigte Staaten  | 5  | 5 | 3 | 8   | 4   |
| Tiia Reima          | Finnland            | 5  | 4 | 4 | 8   | 10  |
| Cassie Campbell     | Kanada              | 5  | 2 | 6 | 8   | 4   |
| Nancy Drolet        | Kanada              | 5  | 4 | 2 | 6   | 2   |
| Shelley Looney      | Vereinigte Staaten  | 5  | 4 | 2 | 6   | 2   |
| Karyn Bye           | Vereinigte Staaten  | 5  | 4 | 2 | 6   | 8   |
| Liu Hongmei         | Volksrepublik China | 5  | 3 | 3 | 6   | 2   |
| Guo Wei             | Volksrepublik China | 5  | 3 | 3 | 6   | 2   |

### Beste Torhüterin
Quelle: iihf.com
Abkürzungen: GP = Spiele, TOI = Eiszeit (in Minuten), GA = Gegentore, SO = Shutouts, SVS = gehaltene Schüsse, Sv% = gehaltene Schüsse (in %), GAA = Gegentorschnitt; Fett: Turnierbestwert
| Spieler             | Team     | GP | TOI    | GA | GAA  | SVS | Sv%    |
| ------------------- | -------- | -- | ------ | -- | ---- | --- | ------ |
| Liisa-Maria Sneck   | Finnland | 3  | 180:00 | 0  | 0,00 | 24  | 100,00 |
| Erin Whitten        | USA      | 5  | 296:46 | 7  | 1,42 | 69  | 90,79  |
| Lesley Reddon       | Kanada   | 3  | 192:59 | 5  | 1,55 | 49  | 90,74  |
| Charlotte Göthesson | Schweden | 4  | 216:38 | 8  | 2,22 | 98  | 92,45  |
| Tuula Puputti       | Finnland | 2  | 120:00 | 5  | 2,50 | 65  | 92,86  |
| Hege Moe            | Norwegen | 4  | 239:05 | 15 | 3,76 | 107 | 87,70  |
| Guo Hong            | China    | 4  | 189:30 | 14 | 4,43 | 87  | 86,14  |
| Patricia Sautter    | Schweiz  | 5  | 240:00 | 27 | 6,75 | 221 | 89,11  |
| Irina Gaschennikowa | Russland | 5  | 240:00 | 22 | 5,50 | 130 | 85,53  |